# Refrontolo
Refrontolo – miejscowość i gmina we Włoszech, w regionie Wenecja Euganejska, w prowincji Treviso.
Według danych na rok 2004 gminę zamieszkiwały 1804 osoby, 138,8 os./km².